# Franti
I Franti sono stati un progetto musicale italiano originario di Torino, autodefinitosi un gruppo di "hardcore folk".
Progetto unico nel suo genere, hanno sostenuto sin dalla formazione e per tutta la durata della loro attività musicale l'idea dell'indipendenza totale dalle logiche e dai canali classici del mercato discografico. Consideravano il copyright una forma di fascismo e non sono mai stati iscritti alla SIAE. Hanno fondato una loro etichetta, la Blu Bus, con la quale hanno pubblicato anche i lavori dei valdostani Kina. Secondo alcuni critici sono stati una delle poche band italiane a poter rivaleggiare, per rilevanza storica e originalità della proposta, con i CCCP Fedeli alla Linea.

## Storia

### Inizi
Formatisi a Torino come Guerrilla's Band nella seconda metà degli anni settanta all'inizio suonavano free jazz e rock progressivo di stampo canterburiano. Il nucleo iniziale era composto dai compagni di scuola Stefano Giaccone al sax (occasionalmente anche cantante e chitarrista), Massimo D'Ambrosio al basso, Marco Ciari alla batteria e Vanni Picciuolo alla chitarra con l'ausilio di Lux, cantante dei Deafear. Così formati pubblicano un singolo su cassetta con due brani No future e Last Blues nel 1981.

### Franti
Non soddisfatti del risultato convincono Lalli già cantante dei Luna Nera ad entrare nel gruppo. Diventano i Franti nel 1982, prendendo il nome dall'omonimo personaggio di Cuore di Edmondo De Amicis: quello che tira i sassi ai vetri e ride quando muore il re (Uno solo poteva ridere mentre Derossi diceva dei funerali del Re. E Franti rise).
Fulcro della band sono stati Stefano Giaccone (sax, chitarra, voce), Vanni Picciuolo (chitarra) e Lalli (voce) anche se più che un gruppo si è trattato di un collettivo aperto a molti musicisti.
Fin dall'inizio adottano una politica di autogestione e autoproduzione quando in Italia non erano in molti a farlo. Dopo il primo tape esce un'altra cassetta, Luna Nera, in 500 copie, ristampata successivamente in vinile.
Nella primavera del 1984 fondano assieme al gruppo Kina l'etichetta Blu Bus, il cui motto era "L'autoproduzione e l'autogestione come strumenti per la comunicazione e le esperienze antagoniste", con la quale pubblicano lo split album a metà con i concittadini Contrazione, gruppo hardcore punk. Nel lavoro il gruppo unisce elementi punk, folk, jazz e blues sostenuti dalla sofferta voce della cantante Lalli.
L'anno successivo dopo la cassetta Schizzi di sangue il gruppo pubblica su vinile Luna nera. Il 1986 è l'anno del loro lavoro più significativo Il giardino delle quindici pietre, dove vengono amalgamati elementi rock, folk, jazz e i testi rimandano alle lotte degli anni sessanta e settanta.
Nel 1987, viste anche le mutate condizioni politiche e sociali, i componenti del gruppo decidono di cambiare e considerano il progetto terminato, dando inizio a nuovi progetti separati e pubblicano un cofanetto antologico Non classificato.

### Dopo lo scioglimento
Nascono vari gruppi: gli Environs più sperimentali che pubblicano 2 album, gli Orsi Lucille più legati al folk anch'essi con due album, gli psichedelici Howth Castle con testi in inglese e tre album e i Panico più punk.
Dalla seconda metà anni novanta i due principali componenti del gruppo Stefano Giaccone e Lalli proseguono per importanti carriere autonome e in collaborazione.

## Componenti
- Stefano Giaccone — sassofono, chitarra, voce (1980–87)
- Vanni Gio Picciuolo — chitarre (1980–87)
- Massimo D'Ambrosio — basso (1980–87)
- Marco Ciari — batteria (1980–87)
- Lalli — voce (1982–87)

## Discografia

### Album in studio
- 1983 – Luna nera (autoprodotto, MC, 1985, Blu Bus, CD)
- 1984 – Contrazione/Franti (autoprodotto, LP) split con i Contrazione
- 1986 – Il giardino delle quindici pietre (Blu Bus P.E.A.C.E., LP)

### Raccolte
- 1987 – Non classificato (ristampa 2CD Blu Bus 1992, ristampa 3CD stella*nera 1999, ristampa 3CD+libro stella*nera 2015)
- 2006 – Estamos en todas partes (stella*nera CD con traccia video)

### Singoli
- 1982 – Tape A/B (autoprodotto, 7")
- 1986 – Acqua di luna (P.E.A.C.E. Rockgarage, 7")

## Discografia dei gruppi correlati

### Environs
Album in studio
- 1989 – 3 luglio 1969 (Inisheer, LP)
- 1990 – Cinque parti (Inisheer, LP)

Album dal vivo
- 1989 – Benefit per Luna Nera (musicassetta)

Raccolte
- 2002 – Un pettirosso in gabbia mette in furore il cielo intero (stella*nera, CD)

Singoli
- 1988 – No Man Can Find the War/Todavia cantamos (Inisheer, 7" EP)

### Orsi Lucille
Album in studio
- 1989 – Canzoni (Inisheer, LP - CD stella*nera 2017, con bonus tracks)
- 1992 – Due (Hax, LP - CD stella*nera 2017, con bonus tracks)

Album dal vivo
- 1990 – Nessuno ti potrà mai raccontare (Aqualuce, musicassetta)

### Howth Castle
Album in studio
- 1990 – Rust of Keys (Inisheer, LP)
- 1994 – Good Morning, Mr. Nobody (Blu Bus, CD)
- 1996 – The Lee Tide (Inisheer, CD)

EP
- 1989 – La diserzione degli animali del circo (Blu Bus, 12" split EP assieme ai Kina)

Partecipazioni in compilation
- 1995 – Floralia (On/Off, CD)

### La banda di Tirofisso
EP
- 1991 – Grazie a voi (Blu Bus, 7")
- 1993 – Deve accadere (Blu Bus, 7")
- 1994 – Silvia Baraldini (Blu Bus, 7")

### Ishi
Album in studio
- 1992 - Troppo silenzio (cassetta autoprodotta)
- 1994 – Sotto la pioggia (Blu Bus, CD)

### Album tributo
- 23 dicembre 2011 – Franti uno solo poteva ridere...[5]

### Documentari
- Italian Punk Hardcore: 1980-1989 di Angelo Bitonto, Giorgio S. Senesi e Roberto Sivilia (2015)